# 고이벨리엘라 코르니게라
고이벨리엘라 코르니게라(Goebeliella cornigera)는 세줄이끼목에 속하는 우산이끼류의 일종이다. 고이벨리엘라과(Goebeliellaceae)와 고이벨리엘라속(Goebeliella)의 유일종이다.